# Meggitt
Meggitt PLC est une entreprise britannique d'ingénierie d'affaires spécialisée dans l'équipement pour l'aérospatiale et le matériel militaire. Son siège se trouve à l'aéroport de Bournemouth dans le Dorset. Meggitt est présente à la Bourse de Londres et fait partie de l'indice FTSE 250. 

## Histoire
En août 2015, Meggitt acquiert les activités de composites de Cobham, pour 200 millions de dollars.
En septembre 2015, Meggitt acquiert EDAC aussi connue sous le nom de Parkway Aerospace and Defense, qui est une entreprise d'aéronautique américaine notamment présente dans les moteurs, pour 340 millions de dollars.
En août 2022, Parker-Hannifin annonce l'acquisition de Meggitt pour 6,3 milliards de livres.